# Norra Hälsinglands domsagas tingslag
Norra Hälsinglands tingslag var ett tingslag i Gävleborgs län som omfattade nordöstra Hälsingland. Tingsplats var Hudiksvall.
Tingslaget bildades 1948 genom sammanslagning av Hudiksvalls, Forsa och Bergsjö tingslag och Delsbo tingslag. Tingslaget upplöstes 1971 och uppgick i Hudiksvalls domsaga.
Domsaga var Norra Hälsinglands domsaga.

## Socknar
Tingslaget omfattade 14 socknar (och sedermera landskommuner).
Från Delsbo tingslag
- Delsbo socken
- Norrbo socken
- Bjuråkers socken

Från Hudiksvalls, Forsa och Bergsjö tingslag
- Bergsjö socken
- Forsa socken
- Gnarp socken
- Harmånger socken
- Hassela socken
- Hälsingtuna socken
- Högs socken
- Idenor socken
- Ilsbo socken
- Jättendals socken
- Rogsta socken

samt
- Hudiksvalls stad